# Davide Benzi
Davide Benzi (Génova, 23 de setembro de 1993) é um jogador de vôlei de praia italiano.

## Carreira
Em 2013, já competia com Luca Spirito e conquistaram a Summer Cup em Albissola Marina e em 2014 também obtiveram o título em Albissola Marina, e em 2015, estava com Pietro Ioppi.
Em 2016, formou dupla com Matteo Martino no circuito italiano em Cervia e com este mesmo atleta conquistou no circuito italiano em 2017 o quinto lugar na etapa de Vieste, e com Angelo Mantegazza terminou na décima terceira posição na etapa em Cervia e o sétimo lugar em Casal Velino ao lado de Francesco De Luca.
No ano de 2018, esteve com Andrea Storari e estrearam no torneio quatro estrelas de Huntington Beach pelo circuito mundial, e terminaram no quadragésimo nono lugar, e no circuito italiano, terminaram em nono lugar na marina de San Cataldo e o décimo terceiro lugar em Bibione, depois com Luca Spirito finalizou em nono na etapa nacional Milão, e pelo circuito mundial obtiveram o décimo nono lugar no torneio duas estrelas em Agadir.
Na temporada de 2019, esteve com Paolo Ficosecco quando no circuito nacional terminou em quinto na etapa de Milão, nono em Cirò Marina, vice-campeões em Palinuro e no Finals em Caorle, quarto lugar na Copa Itália em Catania, e o quadragésimo primeiro lugar no Finals FIVB 2019 em Roma, e na etapa nacional em Cesenatico  esteve com Júlio César Júnior e conquistaram o bronze. Em 2020, foi o Rei da Praia.
Em 2021, atua com Paolo Ficosecco no circuito italiano, terminando em, sétimo em Bellaria Igea Marina e o décimo terceiro lugar em Caorle. Ainda em 2021,  formou dupla com Carlo Bonifazi e finalizaram no quinto lugar no torneio uma estrela de Cervia e o vigésimo quinto lugar no torneio quatro estrelas em Itapema, ainda conquistaram no título no circuito WEVZA em Sausset-les-Pins. Juntos continuaram em 2022, obtendo no circuito italiano, os quintos lugares em Bellaria Igea Marina e Caorle, o segundo lugar em Termoli e o título em Catania; e no circuito mundial conquistaram a medalha de ouro no Future de Songkhla, quinto no Future de Rodes, trigésimo terceiro lugar no Mundial de Roma 2022, as medalhas de prata nos Futures de Giardini Naxos e Ciro Marina, vigésima primeira posição no Elite 16 de Hamburgo, décimos sétimos lugares no Elite 16 de Paris e no Challenge  do segundo evento em Dubai, a nona posição no Challenge das Maldivas, além de competirem juntos no Campeonato Europeu de 2022 em Munique e terminaram na vigésima quinta posição.
Em 2023,  confirmou a parceria ao lado de Carlo Bonifazi  e finalizaram no vigésimo o quinto lugar no Campeonato Europeu de 2023 em Vienae conquistaram no circuito mundial, o título do Future em Lecce, a vigésima quinta posição no Challenge de Jūrmala e o quarto lugar no Future de Messina; e pelo circuito nacional, obtiveram o quinto lugar em Palinuro, campeões em Montesilvano, Cirò Marina e Bellaria Igea Marina, terceiro lugar em Catania e o vice-campeonato em Vasto. Ainda conquistaram juntos, a medalha de prata na II edição dos Jogos do Mediterrâneo de Praia de 2023 em Heraclião.

## Títulos e resultados
- Future de Lecce do Circuito Mundial de 2023
- Future de Songkhla do Circuito Mundial de 2022
- Future de Ciro Marina do Circuito Mundial de 2022
- Giardini Naxos do Circuito Mundial de 2022
- Future de Messina do Circuito Mundial de 2023

## Premiações individuais
- Rei da Praia de 2020